# Insidious-filmek
Az Insidious amerikai horrorfilmes sorozat, melyet James Wan és Leigh Whannell alkotott meg. 
A franchise már öt filmből áll: Insidious – A testen kívüli (2010), Insidious – A gonosz háza (2013), Insidious – Gonosz lélek (2015) és Insidious – Az utolsó kulcs (2018) Insidious. - Vörös ajtó. Az összesen 26,5 millió amerikai dollárból készült filmek világszerte 540 millió dolláros bevételt termeltek.
Az első két filmet James Wan, míg a harmadik részt Leigh Whannell rendezte (Whannell forgatókönyvíróként mind a négy Insidious-film elkészítésében közreműködött). A negyedik részben Adam Robitel vállalta el a rendezői feladatkört.
Az első és a második rész középpontjában a Lambert házaspár áll. Gyermekük rejtélyes módon kómába esik és testét a pokolra emlékeztető Távolinak/Messzeségnek nevezett árnyékvilág démonjai és szellemei akarják megszállni. A családon egy Elise nevű médium-parapszichológus próbál segíteni. A harmadik film egy előzménytörténet, melyben Elise egy sötét démoni lény által üldözőbe vett fiatal lánynak segít. A negyedik részben Elise a saját családját zaklató démon ellen száll szembe.
A filmsorozatnak egy ötödik része is előkészületben van, megjelenési dátuma egyelőre ismeretlen.

## Filmek

### Insidious – A testen kívüli (2010)
Az első részt Leigh Whannell forgatókönyve alapján James Wan rendezte. A főbb szerepekben Patrick Wilson, Rose Byrne, Ty Simpkins, Lin Shaye és Barbara Hershey látható. A történet központi alakja Dalton, egy különleges képességekkel rendelkező kisfiú, akinek a lelke a testéből kilépve eltéved az árnyékvilágban és kómába esett fizikai testét rosszindulatú, halott lelkek igyekeznek megszállni. Szülei kétségbeesetten próbálják megmenteni fiuk életét, ezért a parapszichológus Elise-hez fordulnak segítségért.
Az Insidious – A testen kívüli (magyarul egy évtizedig nem jelent meg, csak 2022-ben készült hozzá szinkron) 2011. április 1-jén került a mozikba a FilmDistrict forgalmazó cég első projektjeként. A film a jegyeladások terén kiemelkedően teljesített, míg a kritikusok vegyesen fogadták.

### Insidious – A gonosz háza (2013)
A második rész az előző film eseményeinek közvetlen folytatása. Szintén Whannell írta és Wan rendezte, a főszerepben pedig Patrick Wilson, Rose Byrne, Ty Simpkins, Lin Shaye és Barbara Hershey is visszatér. 
2013. szeptember 13-án mutatták be az amerikai mozikban, magas bevételt ért el, de a kritikák megosztottak voltak.

### Insidious – Gonosz lélek (2015)
A harmadik részt Leigh Whannell írta és rendezte. A történet időrendileg az első két film előtt játszódik, a korábbi főszereplők, Lin Shaye és Whannell mellett Stefanie Scott és Dermot Mulroney tűnik fel új szereplőként. A film középpontjában ezúttal egy fiatal lány áll, aki akaratán kívül magára vonja egy démon figyelmét és Elise siet a segítségére. 
A film 2015. június 5-én jelent meg, anyagilag sikeresnek bizonyult, de a kritikusok ezt a folytatást sem fogadták pozitívan.

### Insidious – Az utolsó kulcs (2018)
A negyedik részt Whannell forgatókönyvéből Adam Robitel rendezte. A történet szintén az első film előtt, de a harmadik rész után játszódik. Elise-nek ezúttal múltbéli döntéseinek következményeivel és a családját terrorizáló démonnal kell szembenéznie. A film főszereplője Lin Shaye és Whannell mellett Angus Sampson, Spencer Locke, illetve új szereplőként Caitlin Gerard. 
A film 2018. január 5-én került a mozikba; a négy film közül ez bizonyult a legsikeresebbnek bevételi szempontból, a kritikák azonban nem voltak kedvezőek.

### Insidious – A vörös ajtó (2023)
2020. október 29-én jelentették be, hogy egy újabb folytatás készül, Scott Teems forgatókönyvírói és a korábbi főszereplő, Patrick Wilson rendezői közreműködésével. A történet középpontjában az immár felnőttként főiskolára készülő Dalton áll majd, ismét Ty Simpkins alakításában. A filmet 2023 nyarán mutatták be.

## Fő- és mellékszereplők
(MEGJEGYZÉS: a szereplők magyar szinkronhangjait a filmekről szóló szócikkek ismertetik.)
Lambert család

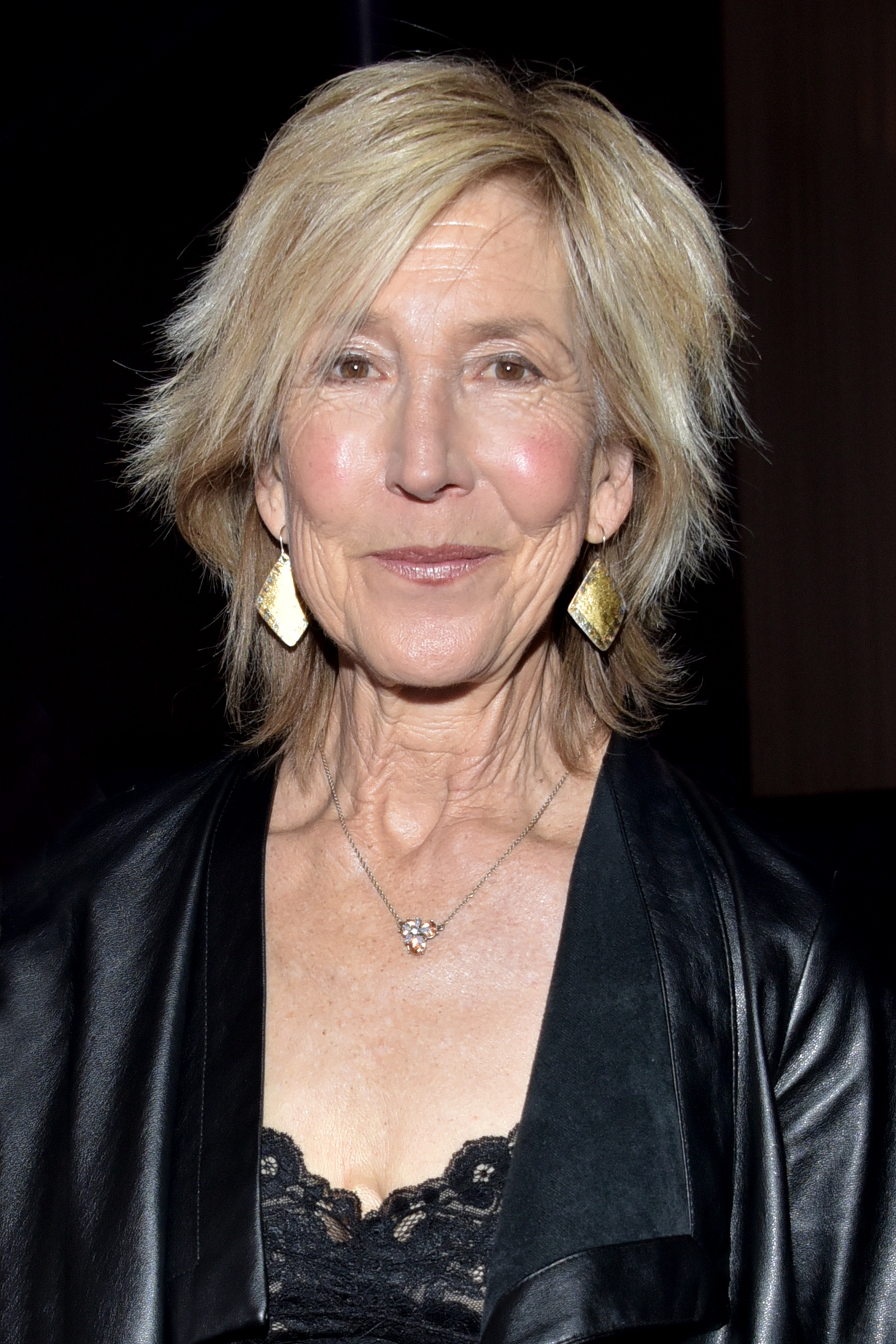
Lin Shaye, a film egyik főszereplője, aki mind a négy részben feltűnik.

- Patrick Wilson – Josh Lambert; Renai férje, Dalton, Foster és Cali édesapja. Képes az asztrális kivetülésre és a Távoliba történő utazásra, melyet Dalton is örökölt tőle. Josh édesanyja, Lorraine kérésére Elise még Josh gyermekkorában elfojtotta a fiú természetfeletti képességét, hogy megóvja őt az életére törő démontól.
- Rose Byrne – Renai Lambert; Josh felesége, Dalton, Foster és Cali édesanyja.
- Ty Simpkins – Dalton Lambert; Josh és Renai legidősebb fia. Örökölte apja természetfeletti képességét, mely az első részben bajba sodorja a fiút.
- Barbara Hershey – Lorraine Lambert; Josh anyja, Dalton, Foster és Cali nagyanyja. Elise az ő kérésére fojtotta el Josh paranormális képességeit és segített később Daltonnak is.
- Andrew Astor – Foster Lambert; Josh és Renai másodszülött fia.

Elise munkatársai
- Leigh Whannell – Specs; Elise egyik segédje.
- Angus Sampson – Tucker; Elise segédje és Specs munkatársa, illetve barátja.
- Steve Coulter – Carl; Elise szintén parapszichológus munkatársa és barátja.

Rainier család
- Lin Shaye – Elise Rainier; parapszichológus, aki Josh gyermekkora óta a Lambert család ismerőse. A harmadik rész végén, a Brenner-ügy megoldása után visszatér szakmájába, Carl, Specs és Tucker támogatásával.
- Spencer Locke – Melissa Rainier; Elise unokahúga, Christian fiatalabbik lánya.
- Caitlin Gerard – Imogen Rainier; Elise unokahúga, Christian idősebbik lánya.
- Bruce Davison – Christian Rainier; Elise elidegenedett öccse.

Brenner család
- Dermot Mulroney – Sean Brenner; Quinn és Alex édesapja, Lillith megözvegyült férje.
- Stefanie Scott – Quinn Brenner; Sean és Lillith lánya, Alex nővére.

| Szereplő                                       | Film                   | Film                                        | Film                                 | Film                                                           | Film                                                           |
| Szereplő                                       | A testen kívüli (2010) | A gonosz háza (2013)                        | Gonosz lélek (2015)                  | Az utolsó kulcs (2018)                                         | A vörös ajtó (2023)                                            |
| Emberek                                        | Emberek                | Emberek                                     | Emberek                              | Emberek                                                        | Emberek                                                        |
| ---------------------------------------------- | ---------------------- | ------------------------------------------- | ------------------------------------ | -------------------------------------------------------------- | -------------------------------------------------------------- |
| Elise Rainier                                  | Lin Shaye              | Lin ShayeLindsay Seim (fiatalon)            | Lin Shaye                            | Lin ShayeAva Kolker (gyermek)Hana Hayes (fiatalon)             | Lin Shaye                                                      |
| Steven "Specs"                                 | Leigh Whannell         | Leigh Whannell                              | Leigh Whannell                       | Leigh Whannell                                                 | Leigh Whannell                                                 |
| Tucker                                         | Angus Sampson          | Angus Sampson                               | Angus Sampson                        | Angus Sampson                                                  | Angus Sampson                                                  |
| Josh Lambert                                   | Patrick Wilson         | Patrick WilsonJosh Feldman (gyermek)        | Patrick WilsonGarrett Ryan (gyermek) | Patrick Wilson (cameo)                                         | Patrick WilsonKasjan Wilson (fiatalkori fotó)                  |
| Renai Lambert                                  | Rose Byrne             | Rose Byrne                                  |                                      | Rose Byrne (cameo)                                             | Rose Byrne                                                     |
| Dalton Lambert                                 | Ty Simpkins            | Ty Simpkins                                 |                                      | Ty Simpkins (cameo)                                            | Ty SimpkinsKasjan Wilson (gyermek)                             |
| Loraine Lambert                                | Barbara Hershey        | Barbara HersheyJocelin Donahue (fiatalon)   |                                      | Barbara Hershey (csak hang)                                    | Barbara Hershey (archív fotó)Jocelin Donahue (fiatalkori fotó) |
| Carl                                           |                        | Steve CoulterHank Harris (fiatalon)         | Steve Coulter                        |                                                                | Steve Coulter                                                  |
| Quinn Brenner                                  |                        |                                             | Stefanie Scott                       | Stefanie Scott (cameo)                                         |                                                                |
| Sean Brenner                                   |                        |                                             | Dermot Mulroney                      |                                                                |                                                                |
| Melissa Rainier                                |                        |                                             |                                      | Spencer Locke                                                  |                                                                |
| Imogen Rainier                                 |                        |                                             |                                      | Caitlin Gerard                                                 |                                                                |
| Christian Rainier                              |                        |                                             |                                      | Bruce DavisonPierce Pope (gyermekként) Thomas Robie (fiatalon) |                                                                |
| Túlvilági lények                               |                        |                                             |                                      |                                                                |                                                                |
| Parker "Marilyn" Crane (Menyasszony feketében) | Philip Friedman        | Tom Fitzpatrick Tyler Griffin (gyermekként) | Tom Fitzpatrick                      |                                                                | Tom Fitzpatrick (archív)                                       |
| Vörös arcú démon                               | Joseph Bishara         |                                             | Joseph Bishara                       | Joseph Bishara                                                 | Joseph Bishara                                                 |
| Hosszú hajú démon                              | J. LaRose              | J. LaRose                                   |                                      |                                                                |                                                                |
| Michelle Crane (Fehér Ruhás Nő)                |                        | Danielle Bisutti                            |                                      |                                                                |                                                                |
| A Férfi, Aki Nem Tud Lélegezni                 |                        |                                             | Michael Reid MacKay                  |                                                                |                                                                |
| Kulcsos Démon                                  |                        |                                             |                                      | Javier Botet                                                   |                                                                |
| Benjamin "Ben" Burton                          |                        |                                             |                                      |                                                                | David Call                                                     |

## Stáblista és egyéb adatok
|                          | A testen kívüli (2010)                | A gonosz háza (2013)                | Gonosz lélek (2015)                                   | Az utolsó kulcs (2018)                          |
| ------------------------ | ------------------------------------- | ----------------------------------- | ----------------------------------------------------- | ----------------------------------------------- |
| Rendező                  | James Wan                             | James Wan                           | Leigh Whannell                                        | Adam Robitel                                    |
| Producer(ek)             | Jason Blum Oren Peli Steven Schneider | Jason Blum Oren Peli                | James Wan Oren Peli Jason Blum                        | James Wan Steven Schneider Jason Blum Oren Peli |
| Forgatókönyvíró          | Leigh Whannell                        | Leigh Whannell                      | Leigh Whannell                                        | Leigh Whannell                                  |
| Operatőr                 | John R. Leonetti David M. Brewer      | John R. Leonetti                    | Brian Pearson                                         | Toby Oliver                                     |
| Zeneszerző               | Joseph Bishara                        | Joseph Bishara                      | Joseph Bishara                                        | Joseph Bishara                                  |
| Vágó(k)                  | James Wan Kirk Morri                  | Kirk Morri                          | Timothy Alverson                                      | Timothy Alverson                                |
| Gyártó cég(ek)           | Blumhouse Productions Stage 6 Films   | Blumhouse Productions Stage 6 Films | Blumhouse Productions Entertainment One Stage 6 Films | Blumhouse Productions Stage 6 Films             |
| Eredeti forgalmazó       | FilmDistrict                          | FilmDistrict                        | Focus Features                                        | Universal Pictures                              |
| Magyarországi forgalmazó | –                                     | InterCom Zrt.                       | InterCom Zrt.                                         | InterCom Zrt.                                   |
| Időtartam                | 102 perc                              | 105 perc                            | 97 perc                                               | 103 perc                                        |
| Eredeti bemutató         | 2011. április 1.                      | 2013. szeptember 13.                | 2015. június 5.                                       | 2018. január 5.                                 |
| Magyar bemutató          | eredetileg nem mutatták be 2022       | 2013. október 31.                   | 2015. június 18.                                      | 2018. január 4.                                 |

## Fogadtatás

### Bevételi adatok
| Film            | Bemutató             | Bevétel            | Bevétel            | Bevétel            | Költségvetés       |
| Film            | Bemutató             | Észak-Amerika      | Egyéb országok     | Világszerte        | Költségvetés       |
| --------------- | -------------------- | ------------------ | ------------------ | ------------------ | ------------------ |
| A testen kívüli | 2011. április 1.     | 54 009 150 dollár  | 43 000 000 dollár  | 97 009 160 dollár  | 1,5 millió dollár  |
| A gonosz háza   | 2013. szeptember 13. | 83 586 447 dollár  | 78 332 871 dollár  | 161 919 318 dollár | 5 millió dollár    |
| Gonosz lélek    | 2015. június 5.      | 52 218 558 dollár  | 60 765 331 dollár  | 112 983 889 dollár | 10 millió dollár   |
| Az utolsó kulcs | 2018. január 5.      | 67 745 330 dollár  | 100 140 258 dollár | 167 885 588 dollár | 10 millió dollár   |
| Összesen        | Összesen             | 257 559 485 dollár | 282 238 450 dollár | 539 797 945 dollár | 26,5 millió dollár |

### Kritikai visszhang
| Film            | Rotten Tomatoes           | Metacritic              |
| --------------- | ------------------------- | ----------------------- |
| A testen kívüli | 66% (174 kritika alapján) | 52 (30 kritika alapján) |
| A gonosz háza   | 39% (123 kritika alapján) | 40 (30 kritika alapján) |
| Gonosz lélek    | 59% (123 kritika alapján) | 52 (26 kritika alapján) |
| Az utolsó kulcs | 32% (100 kritika alapján) | 49 (23 kritika alapján) |
| Átlag:          | 49%                       | 48                      |

## Fordítás
- Ez a szócikk részben vagy egészben  az   Insidious (film series) című angol Wikipédia-szócikk fordításán alapul.  Az eredeti cikk szerkesztőit annak laptörténete sorolja fel. Ez a jelzés csupán a megfogalmazás eredetét és a szerzői jogokat jelzi, nem szolgál a cikkben szereplő információk forrásmegjelöléseként.